# Paisaje lunar de Tenerife
El Paisaje Lunar del Parque Corona Forestal, Tenerife; el resultado de erupciones volcánicas y de la constante erosión provocada por la lluvia, el viento y otros agentes meteorológicos que ha dejado al descubierto roques y chimeneas volcánicas sobre una ladera de piedra pómez. Además, es un área de gran interés geomorfológico, botánico y faunístico.

## Origen
Cubriendo una amplia zona del sur y este de Tenerife, se encuentran una serie de depósitos piroclásticos, expulsados en distintas y sucesivas erupciones explosivas de magma viscoso. Estos materiales definen tanto el Paisaje Lunar como el de la región cercana, aunque en él se depositan estos productos eruptivos, que se caracterizan por el color claro de la roca. La erosión imita esta muestra de roca débil mutada, conocida en geomorfología como "chimenea de hadas". En resumen, el paisaje lunar que imaginamos actualmente es producto de los efectos del viento y el polvo que el viento y las corrientes de agua turbulentas soplan sobre las rocas.

## Localización
El paisaje lunar de Granadilla de Abona está bordeado por las faldas del Guajara (2718m), el segundo pico más alto de Tenerife después de El Teide (3718m). A unos 25 km de la ciudad de Granadilla existe un sendero llamado Camino de Chasna - Paisaje Lunar, un sendero seguro, señalizado y atractivo que muestra la ruta del tráfico con más de 500 años de historia, partiendo del mismo lugar donde se encuentra Vilaflor. pueblo más alto de España con 1400 metros sobre el nivel del mar, un lugar tranquilo rodeado de pinos y almendros y con arquitectura tradicional canaria. En medio del sendero verás un mirador desde donde podrás ver el paisaje lunar en todas las direcciones.